# Чаркас Андрій Степанович
Андрі́й Степа́нович Чаркас (30 вересня 1976 — 15 вересня 2014) — молодший сержант Збройних сил України, загинув в ході російсько-української війни.

## Життєпис
Андрій Чаркас народився 1976 року в місті Київ; закінчив ЗОШ № 4 м. Новий Розділ, навчався у Новороздільському професійному ліцеї будівництва та побуту і здобув професію електрозварника.
Кілька років працював за кордоном. Захоплювався ремонтом автомобілів, збиранням грибів, відпочинком з родиною на природі.
2004 року побрався з Надією, 2006-го народилася донька, виховував названого сина Ростислава.
В часі війни — гранатометник, 128-ма окрема гірсько-піхотна бригада.
Загинув перед опівніччю 15 вересня 2014-го в бою з російськими терористами, що почали прориватись з оточення під Дебальцевим — від прямого влучення в голову кулі з кулемета великого калібру, коли біг по набої, за кілька метрів від бліндажа.
Без Андрія лишилися дружина Надія, двоє неповнолітніх на той час дітей — син Ростислав і дочка Ірина.
Похований в селі Звенигород Пустомитівського району.

## Нагороди і вшанування
За особисту мужність і героїзм, виявлені у захисті державного суверенітету та територіальної цілісності України, вірність військовій присязі під час російсько-української війни, відзначений — нагороджений
- орденом «За мужність» III ступеня (посмертно)
- Його портрет розміщений на меморіалі «Стіна пам'яті полеглих за Україну» у Києві: секція 4, ряд 6, місце 20
- Вшановується в меморіальному комплексі «Зала пам'яті», в щоденному ранковому церемоніалі 15 вересня[1]